# Molí del Forat
Molí del Forat és un edifici al terme municipal de Castell de l'Areny (Berguedà) catalogatl'Inventari del Patrimoni Arquitectònic de Catalunya. Construcció del s. XVIII situada dins de l'antic terme jurisdiccional de la baronia de la Portella. Masia de planta rectangular coberta a dues aigües amb teula àrab amb el carener paral·lel a llevant. Consta de planta baixa i pis i golfes. El parament és a base de grans pedres sense treballar unides amb morter. Les obertures són diverses, en trobem tant d'allindades, sobretot per finestres, com arcs escarsers, per a balcons i entrades. A la planta baixa encara hi ha els mecanismes del molí fariner que hi hagué en origen; s'hi accedeix a través d'un porxo de dos arcs. Es conserva la resclosa, el rec i el cacau. Destaca també una construcció annexada a un dels laterals, situat a l'altura del primer pis, cobert a un vessant amb teula àrab, amb els laterals parcialment coberts amb branques; el desnivell es salva amb una escala de pedra al lateral.

## Història
1. 1 2  «Molí del Forat». Inventari del Patrimoni Arquitectònic de Catalunya.   Direcció General del Patrimoni Cultural de la Generalitat de Catalunya. [Consulta: 28 setembre 2015].